# Tapenada

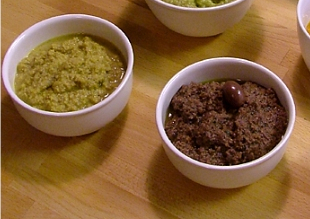
Tapenade

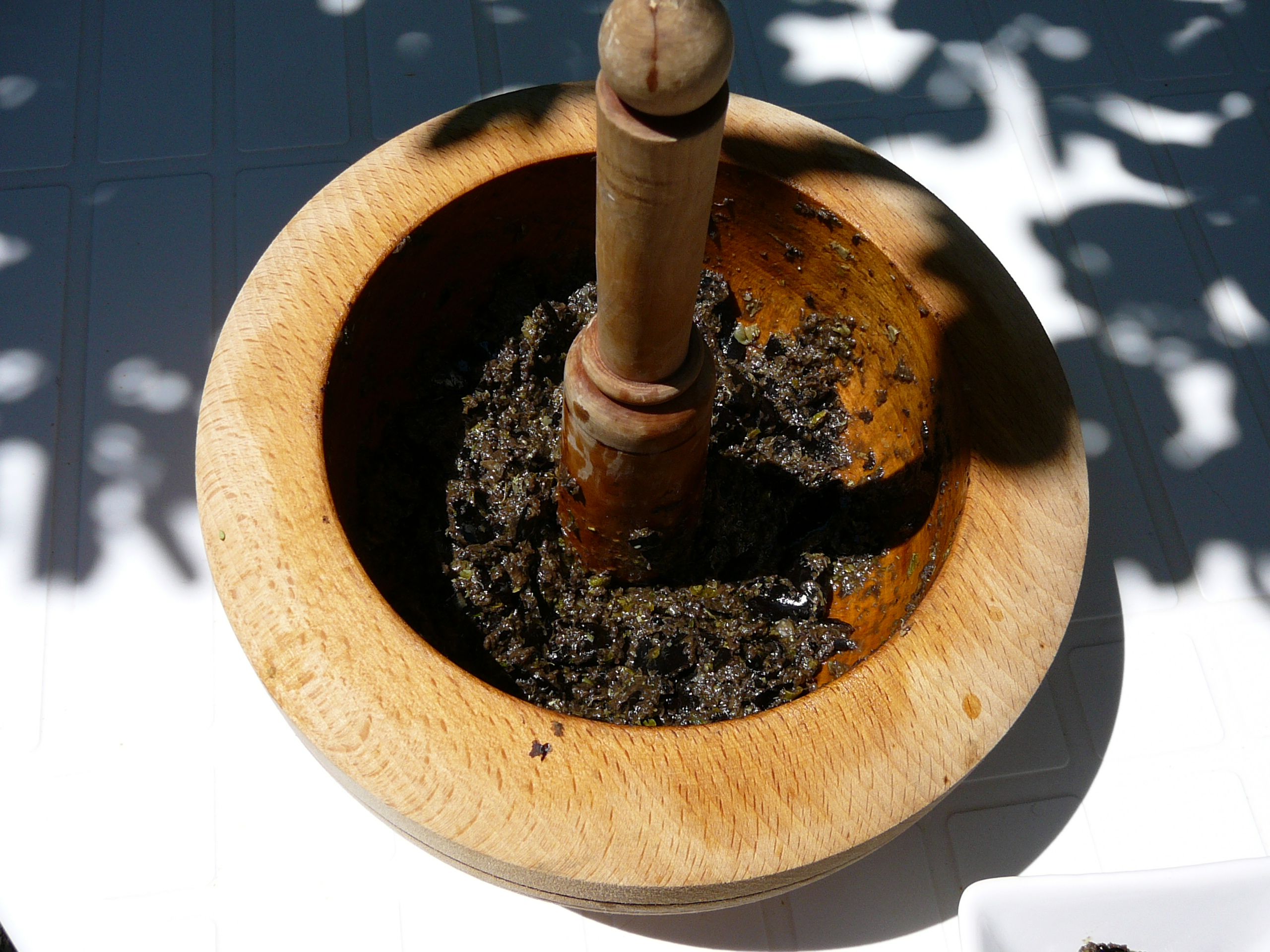
Tapenade en un mortero.

La  tapenade es una pasta de aceitunas machacadas con alcaparras, anchoas y aceite de oliva, típica de la Provenza. También puede llevar ajo, hierbas diversas, atún, vinagre balsámico, zumo de limón o brandy. Su nombre proviene de la palabra provenzal tapena (tápena o alcaparra). Puede hacerse con  aceitunas negras o verdes.

## Historia
En su libro La Cuisinière Provençale (1899), el chef francés Jean-Baptiste Reboul escribió que la tapenade fue inventada en 1880 por Meyner, chef en el restaurante "La Maison Dorée" en Marsella. Sin embargo, se sabe que las pastas a base de aceitunas ya existían previamente.
Tradicionalmente, la tapenade se prepara con aceitunas negras, a las que se agregan anchoas en aceite, ajo, tomillo, alcaparras y aceite de oliva. Hay también una variante hecha con aceitunas verdes.
Es un alimento popular en la cocina del sur de Francia, donde se sirve como aperitivo, untada en tostadas. También puede usarse como condimento de filetes o verduras.